# Біг на 2000 метрів
Біг на 2000 метрів — середня дистанція легкої атлетики, в якій спортсмен пробігає 5 кіл по 400 м на відкритому стадіоні.
Біг на 2000 м ніколи не був олімпійською дистанцією. Він також не включався до програми чемпіонатів світу з легкої атлетики. Часто використовується бігунами як тест перед важливими стартами.

## Рекорди
За станом на 21 жовтня 2012.

### Чоловіки
|                          | Результат | Спортсмен        | Країна          | Місце    | Дата            |
| ------------------------ | --------- | ---------------- | --------------- | -------- | --------------- |
| Рекорд світу             | 4.44,79   | Гішам Ель-Герруж | Марокко         | Берлін   | 7 вересня 1999  |
| Рекорд Африки            | 4.44,79   | Гішам Ель-Герруж | Марокко         | Берлін   | 7 вересня 1999  |
| Рекорд Азії              | 4.55,57   | Мохамед Сулейман | Катар           | Рим      | 8 червня 1995   |
| Рекорд Європи            | 4.51,39   | Стів Крем        | Велика Британія | Будапешт | 4 серпня 1985   |
| Рекорд Північної Америки | 4.52,44   | Джім Співей      | США             | Лозанна  | 15 вересня 1987 |
| Рекорд Південної Америки | 5.03,34   | Гудзон де Соуза  | Бразилія        | Манаус   | 6 квітня 2002   |
| Рекорд Океанії           | 4.50,76   | Крейг Моттрем    | Австралія       | Мельбурн | 9 березня 2006  |

### Жінки
|                          | Результат | Спортсменка        | Країна    | Місце    | Дата           |
| ------------------------ | --------- | ------------------ | --------- | -------- | -------------- |
| Рекорд світу             | 5.25,36   | Соня О'Саллівен    | Ірландія  | Единбург | 8 липня 1994   |
| Рекорд Африки            | 5.30,19   | Зола Бадд          | ПАР       | Лондон   | 11 липня 1986  |
| Рекорд Африки            | 5.30,19   | Гелете Бурка       | Ефіопія   | Брюссель | 4 вересня 2009 |
| Рекорд Азії              | 5.31,88   | Мар'ям Юсуф Джамал | Бахрейн   | Юджин    | 7 червня 2009  |
| Рекорд Європи            | 5.25,6    | Соня О'Саллівен    | Ірландія  | Единбург | 8 липня 1994   |
| Рекорд Північної Америки | 5.32,7    | Мері Декер         | США       | Юджин    | 3 серпня 1984  |
| Рекорд Південної Америки | 5.59,96   | Ніуша Мансілла     | Болівія   | Рівас    | 10 червня 2004 |
| Рекорд Океанії           | 5.37,71   | Беніта Джонсон     | Австралія | Острава  | 12 червня 2003 |

## Виноски
1. ↑  IAAF.org (ред.). 2000 metres records (англійською) . Архів оригіналу за 27 серпня 2012. Процитовано 13 вересня 2011.(англ.)